# Vétaounde
Vétaounde (auch Vatganai, Vet Tagde, oder Vot Tande genannt) ist eine Insel etwa 50 Kilometer nördlich von Vanua Lava, der Hauptinsel der Banks-Inseln. Diese Inselgruppe gehört zur Gemeinde Mota Lava der Provinz Torba des pazifischen Inselstaats Vanuatu. Vétaounde ist die nördlichste Insel der Banks-Inseln.
Die kleine, längliche Insel ist etwa 0,24 Quadratkilometer groß und unbewohnt. Vétaounde liegt etwas abseits der Banks-Inseln, wird aber dennoch dieser Inselgruppe zugerechnet.
Die Insel erreicht eine Höhe von 76 Metern, nach anderen Quellen 64 Metern.